# 小沢潔
小沢 潔（おざわ きよし、1927年8月1日 - 2014年10月15日）は、日本の政治家。
衆議院議員（7期）、国土庁長官（第26代）、北海道開発庁長官（第62代）、沖縄開発庁長官（第31代）等を歴任した。勲章は勲一等旭日大綬章。
元自由民主党衆議院議員の清水清一朗は女婿。

## 来歴・人物
東京府北多摩郡谷保村（現：国立市）生まれ。旧制東京都立第十九中学校（現：東京都立国立高等学校）卒業。
1952年、国立町議会議員に当選。1967年、国立町の市制施行により国立市議会議員となり、1969年には東京都議会に当選。3期務めた。
1979年、第35回衆議院議員総選挙に旧東京7区から自由民主党公認で出馬し、初当選。以後連続当選7回（当選同期に佐藤信二・保利耕輔・畑英次郎・麻生太郎・白川勝彦・岸田文武・丹羽雄哉・亀井静香・吹田愰・宮下創平・船田元など）。
1994年、自社さ連立政権の村山内閣に国土庁長官として初入閣。翌1995年1月17日、阪神・淡路大震災が発生し、非常災害特別本部長に就任。1月20日、小里貞利が震災対策担当大臣に任命されたため、小里が務めていた北海道開発庁長官・沖縄開発庁長官を小沢が兼務した。
1996年、小選挙区比例代表並立制導入後初めて実施された第41回衆議院議員総選挙では東京21区から出馬し、民主党の山本譲司に小選挙区で敗れるが、重複立候補していた比例東京ブロックで復活し、7回目の当選を果たした。1999年、小沢の選挙事務所に右翼団体のトラックが突っ込む事件が発生。
2000年の第42回衆議院議員総選挙には出馬せず、政界を引退。同年、勲一等旭日大綬章受章。
2014年10月15日、老衰のため死去。87歳没。叙正三位。